# Троянські астероїди Юпітера

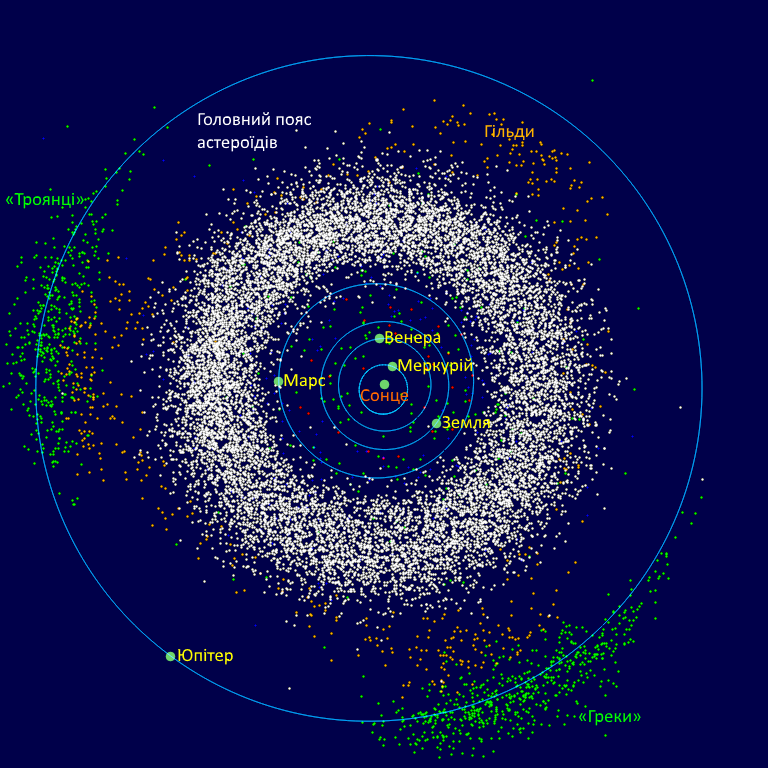
Головний пояс астероїдів (білий колір) і троянські астероїди Юпітера (зелений колір).

Троянські астероїди Юпітера — група астероїдів, які рухаються навколо Сонця разом із Юпітером. Вони не хаотично розкидані, а зосереджені у двох стабільних зонах, що називаються точками Лагранжа. Перша з них, L4, розташована на 60° попереду Юпітера, а друга, L5, — на 60° позаду нього. Ці астероїди постійно коливаються навколо цих точок, утворюючи витягнуті групи. Вони ніби "хитаються" під дією гравітації Юпітера і Сонця, але залишаються у своїх зонах рівноваги. У середньому їхня відстань від Сонця становить 5,2 астрономічні одиниці (а.о.), тобто приблизно в п’ять разів більше, ніж відстань від Землі до Сонця. На відміну від супутників Юпітера, які обертаються безпосередньо навколо нього, троянці рухаються за тією ж орбітою, що й планета. 
Перший троянський астероїд Юпітера — 588 Ахіллес — був відкритий у 1906 році німецьким астрономом Максом Вольфом. Відтоді астрономи виявили вже тисячі подібних астероїдів. Станом на травень 2021 року відомо понад 9 800 троянців Юпітера. За традицією, їх називають на честь персонажів Троянської війни з грецької міфології, що й дало їм загальну назву — троянці. Науковці вважають, що загальна кількість троянців Юпітера, діаметр яких перевищує 1 км, може сягати близько мільйона. Це приблизно стільки ж, скільки великих астероїдів у головному поясі між Марсом і Юпітером. Подібно до астероїдів головного поясу, троянці Юпітера об’єднуються в сімейства — групи астероїдів, які мають схожі орбіти.
На 2004 рік астрономи визначили, що більшість троянців Юпітера мають темну поверхню і слабко виражений червонуватий колір. Точних доказів наявності води або певних хімічних речовин на них поки що немає. Однак є припущення, що їхня поверхня вкрита толінами — складними органічними сполуками, які утворюються під впливом сонячного випромінювання. Такі ж речовини можна знайти на деяких кометах і зовнішніх супутниках планет. Щільність троянських астероїдів змінюється від 0,8 до 2,5 г/см³. Це означає, що деякі з них можуть бути досить пористими та містити значну кількість льоду під поверхнею. Такий висновок зробили на основі спостережень за подвійними астероїдами та аналізу змін їхньої яскравості під час обертання. Вчені припускають, що троянці Юпітера могли сформуватися ще на ранніх етапах існування Сонячної системи. Є гіпотеза, що вони спочатку знаходилися в зовнішніх областях Сонячної системи, але пізніше були захоплені на свої нинішні орбіти під час міграції газових гігантів, коли Юпітер та інші великі планети змінювали своє положення. Це пояснює їхню схожість із кометами та об’єктами поясу Койпера.
Термін «троянський астероїд» спочатку використовувався для опису астероїдів, які рухаються разом із Юпітером навколо Сонця. Однак зараз цей термін застосовується ширше. Так називають малі тіла Сонячної системи, які займають схожі орбітальні позиції щодо більших планет або об’єктів. Окрім троянців Юпітера, існують також троянці Марса, Нептуна, Урана та навіть Землі. Крім того, існують тимчасові троянці, які з'являються на орбітах Венери та Сатурна, а також троянці великих астероїдів, як-от 1 Церера і 4 Веста. 

## Історія спостережень

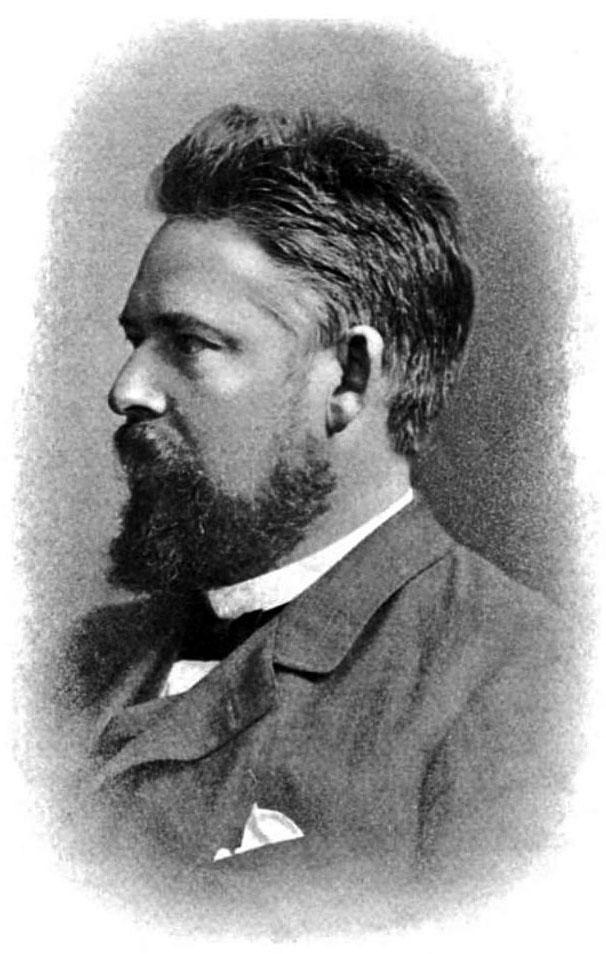
Макс Вольф — першовідкривач першого троянця

У 1772 році французький математик Жозеф-Луї Лагранж, досліджуючи проблему руху трьох тіл, передбачив, що маленьке тіло, яке ділить орбіту з планетою, може потрапити в одне з двох стабільних місць, що знаходяться на відстані 60° попереду або позаду планети. Такі точки, де гравітаційна взаємодія між планетою і Сонцем дозволяє об'єкту залишатися на орбіті, стали відомі як точки Лагранжа (L4 та L5). Тіла, які потрапляють у ці точки, рухаються навколо них у формі підковоподібного руху. Однак, попри те, що Лагранж передбачив ці орбіти ще в 18 столітті, лише понад сто років по тому вдалося спостерігати астероїди, які дійсно захоплені в ці точки Лагранжа. Першими астероїдами, виявленими на таких орбітах, були об'єкти, пов'язані з Юпітером, що стали відомими як троянці Юпітера.
Едвард Емерсон Барнард зробив перше зафіксоване спостереження троянця (12126) 1999 RM11 (на той час відомого як A904 RD) у 1904 році. Однак ані він, ані інші астрономи не усвідомлювали важливості цього спостереження. Барнард припускав, що це був або недавно відкритий супутник Сатурна Феба, який у той час знаходився лише на дві кутові хвилини від цієї точки, або, можливо, це був ще один астероїд. Лише в 1999 році, коли була обчислена його орбіта, стало зрозуміло, що Барнард спостерігав перший троянець Юпітера.
Перше офіційно визнане відкриття троянця відбулося в лютому 1906 року, коли астроном Макс Вольф з обсерваторії Гайдельберг-Кенігштуль виявив астероїд у точці Лагранжа L4 в системі Сонце–Юпітер. Цей астероїд отримав назву 588 Ахіллес. У 1906–1907 роках ще два троянці Юпітера були знайдені іншим німецьким астрономом Августом Копфом: 624 Гектор та 617 Патрокл. Як і Ахіллес, Гектор належав до точки L4 (60° попереду планети на орбіті), а Патрокл став першим астероїдом, який було виявлено на точці Лагранжа L5. До 1938 року було виявлено лише 11 троянців Юпітера. Це число збільшилось до 14 в 1961 році. Завдяки поліпшенню телескопів і технологій спостереження темп відкриттів значно зріс: до січня 2000 року було виявлено вже 257 троянців, а до травня 2003 року їх кількість досягла 1600. Станом на жовтень 2018 року було відомо 4601 юпітерський троянець на точці L4 та 2439 на точці L5.

## Номенклатура
Звичай прийнято називати астероїди, що знаходяться в точках Лагранжа L4 і L5 Юпітера, іменами знаменитих героїв Троянської війни. Цю ідею запропонував Йоганн Паліза з Відня, який першим точно обчислив орбіти цих астероїдів. Астероїди, що обертаються навколо точки L4, яка знаходиться попереду Юпітера на його орбіті, отримують імена героїв Греції. Їх часто називають "грецьким табором" або групою "Ахіллеса" — на честь одного з найвідоміших грецьких героїв. Натомість астероїди, що обертаються навколо точки L5, яка знаходиться позаду Юпітера, отримують імена героїв Трої та складають так званий "троянський табір". Однак деякі астероїди, такі як 617 Патрокл і 624 Гектор, були названі до того, як з'явилася ця традиція. Тому Патрокл, хоча він був грецьким героєм, опинився в "троянському таборі", а Гектор, герой Трої, опинився в "грецькому таборі". Це сталося через те, що ці астероїди були названі ще до того, як було встановлено чітке правило для цього.
У 2018 році, на своєму 30-му Загальному зібранні в Відні, Міжнародний астрономічний союз змінив правила надання імен астероїдам Юпітера. Тепер астероїди з абсолютною величиною блиску (H) більшу за 12 — це означає, що їхній середній діаметр менший за 22 кілометри (якщо враховувати альбедо 0,057) — можуть отримувати імена Олімпійських спортсменів. Це рішення було прийняте, оскільки сьогодні відомо набагато більше астероїдів Юпітера, ніж існує імен відомих героїв Троянської війни, які можна було б використовувати для їхнього найменування.

## Числа та маса
Оцінки загальної кількості астероїдів Юпітера базуються на глибоких оглядах обмежених ділянок неба. За оцінками, в точці L4 знаходиться від 160 000 до 240 000 астероїдів з діаметром понад 2 км, а також близько 600 000 астероїдів з діаметром більше 1 км. Якщо точка L5 містить подібну кількість об'єктів, то загальна кількість астероїдів Юпітера розміром від 1 км і більше може перевищувати 1 мільйон. Для астероїдів, яскравіших за абсолютну величину 9.0, популяція є повною, що означає, що ми маємо дані про більшість таких об'єктів. Ці числа є подібними до кількості астероїдів в астероїдному поясі, що розташований між Марсом і Юпітером. Загальна маса астероїдів Юпітера оцінюється в 0,0001 маси Землі, або в одну п’яту маси астероїдного поясу. Це вказує на те, що астероїди Юпітера, хоча й численні, мають набагато меншу масу порівняно з тими, що перебувають у самому поясі.
Два дослідження вказують, що попередні оцінки кількості астероїдів Юпітера можуть бути значно завищені. Це завищення виникло через кілька факторів: по-перше, припущення, що всі астероїди Юпітера мають низький альбедо близько 0,04, хоча для малих об'єктів середнє альбедо може досягати 0,12; по-друге, через неправильне припущення про розподіл астероїдів Юпітера на небі. Згідно з новими оцінками, загальна кількість астероїдів Юпітера з діаметром більше 2 км становить 6 300 ± 1 000 для скупчення L4 і 3 400 ± 500 для скупчення L5. Якщо ж малі астероїди Юпітера відображають більше світла, ніж великі, то ці числа можуть зменшитися вдвічі, оскільки їх буде складніше виявити за допомогою спостережень.
Найбільшим астероїдом Юпітера є 624 Гектор, чий середній діаметр становить 203 ± 3,6 км. Проте великих астероїдів Юпітера набагато менше порівняно з усією їхньою популяцією. Зі зменшенням розміру кількість астероїдів різко зростає, особливо для астероїдів діаметром до 84 км. Таких об'єктів значно більше, ніж у поясі астероїдів між Марсом і Юпітером. Якщо припустити, що альбедо (показник відбитого світла) цих астероїдів становить 0,04, то астероїд з діаметром 84 км матиме абсолютну величину 9,5. Для астероїдів діаметром від 4,4 до 40 км розподіл розмірів у Юпітера схожий на розподіл розмірів астероїдів у головному поясі між Марсом і Юпітером. Однак про маси менших астероїдів Юпітера наразі нічого не відомо. Розподіл розмірів астероїдів вказує на те, що маленькі астероїди можуть бути результатом зіткнень більших астероїдів Юпітера між собою, тобто вони могли утворитися в результаті розбиття більших об'єктів.
| Троянець      | Діаметр (км) |
| ------------- | ------------ |
| 624 Гектор    | 225          |
| 617 Патрокл   | 140          |
| 911 Агамемнон | 131          |
| 588 Ахіллес   | 130          |
| 3451 Ментор   | 126          |
| 3317 Паріс    | 119          |
| 1172 Еней     | 118          |
| 1143 Одіссей  | 115          |